# Anzac
Pour les articles homonymes, voir ANZAC.
Anzac est un hameau (hamlet) de Wood Buffalo (municipalité spécialisée), situé dans la province canadienne d'Alberta.

## Démographie
En tant que localité désignée dans le recensement de 2011, Anzac a une population de 585 habitants dans 202 de ses 272 logements privés, soit une variation de -2.7 % avec la population de 2006. Avec une superficie de 8,147 1 km2, le hameau possède une densité de population de 71,804 7 hab/km2 en 2011.
Concernant le recensement de 2006, Anzac abritait 601 habitants dans 186 de ses 206 logements privés. Avec une superficie de 8,147 0 km2, le hameau possédait une densité de population de 73,8 hab/km2 en 2006.